# Arctic (film)
Arctic er en dramafilm, instrueret af Joe Penna og skrevet af Penna og Ryan Morrison. I hovedrollens ses Mads Mikkelsen som en mand strandet i Arktis. Filmen havde premierer på Filmfestivalen i Cannes 2018. Filmen handler om manden Overgård som er styrtet ned med et fly i det iskolde Arktis. Han overlever fra dag til dag helt alene. Overgård lærer at fange fisk og få varmen i maskinvraget og håber på at blive reddet. Endelig indser manden, at han selv må gå efter hjælp.

## Medvirkende
- Mads Mikkelsen som Overgård
- Maria Thelma Smáradóttir som Ung kvinde